# Galium mahadivense
Galium mahadivense är en måreväxtart som beskrevs av Gurcharan Singh. Galium mahadivense ingår i släktet måror, och familjen måreväxter. Inga underarter finns listade i Catalogue of Life.